# شهرک آزادی (تهران)
شهرک آزادی محله‌ای در غرب شهر تهران که در ناحیه ۲ منطقه ۲۱ شهرداری تهران واقع شده‌است.
زمین‌های شهرک آزادی در اراضی خرگوش دره و حوزه ثبتی آن اداره ثبت غرب تهران (رودکی) می‌باشد و با رودخانه کن فاصله‌ای حدوداً دو کیلومتر دارد. به دلیل وجود وزش باد از سمت غرب تهران هوای خوب و پاکی را داراست و از نظر هواشناسی ماهواره‌ای در منطقه علی شاه اوز (علیشاه عوض) می‌باشد. این شهرک دارای دسترسی های خوبیست به نحوی که از شمال به اتوبان تهران کرج از شرق به اکباتان و از جنوب به بزرگراه لشکری و از غرب به آزادگان محصور می‌گردد. این شهرک درهمسایگی منطقه ۵ و ۲۲ قرار دارد و خود جز منطقه ۲۱ می باشد. این شهرک دارای کوچه معابر پهن و محله های مهندسی ساز می باشد.در این محله اجازه ساخت بیش از ۳ طبقه در آن صادر نمیگردد. درحال حاضر قیمت واحدهای شهرک در رنج مطلوبی برای خریداران قرار گرفته . این محل به پارک ارم و شهرفرش و بوستان جوانمردان و مجموعه ورزشی آزادی و پارک جنگلی خرگوش دره و محله‌های شهرک اکباتان و دهکده المپیک و تهرانسر  نزدیک می‌باشد 

## تاریخچه
- در قسمت شمالی شهرک و در کنار پمپ بنزین (جایگاه شماره ۲۰۹) در بزرگراه تهران کرج ساختمانی وجود دارد که محل بازدید پهلوی دوم از رژه ارتش بوده‌است.
- مسکونی شدن آن قدمتی حدوداً ۴۰ ساله دارد.

## ساختار
ساختمان‌های شهرک به ۳ طبقه محدود می‌گردد که باعث عدم استقبال انبوه سازان و حتی سازندگان شخصی و درنتیجه فرسوده بودن ساختار  آن و همین موضوع آرامش خاصی به شهرک داده‌است.

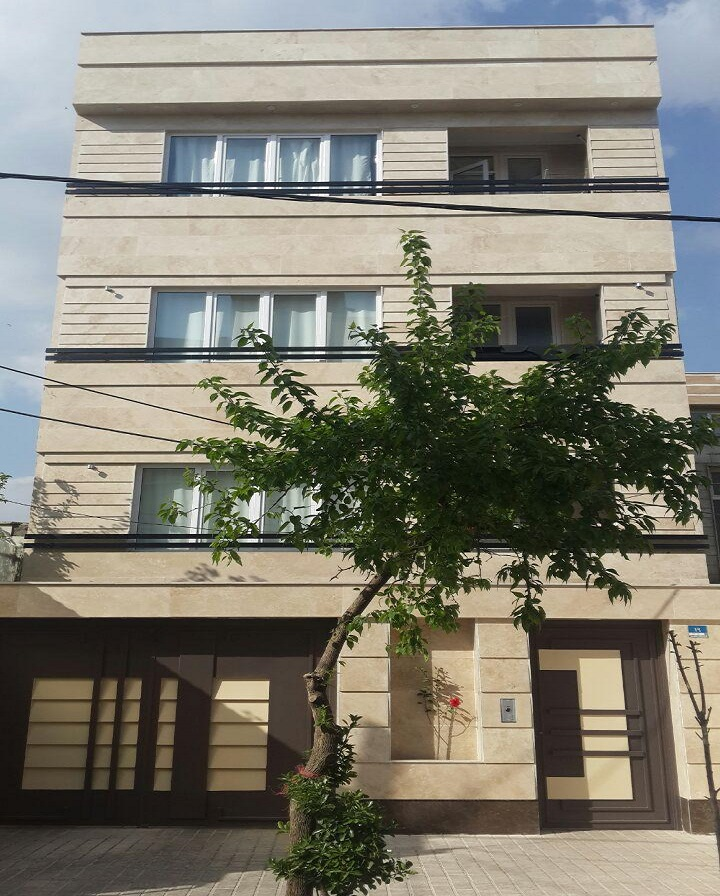
ساختمانی سه طبقه در شهرک آزادی

### بافت مسکونی
- نوساز :این ساختمان‌ها که معمولاً ۱۲ واحدی است، در ضلع شمال بلوار امام خمینی واقع شده اند.
- قدیمی ساز : بیستر بافت منطقه فرسوده می باشد که با رشد سریع ساخت و ساز در حال تبدیل شدن به نوساز می باشد (۲۰ درصد نوساز شده). معمولاً طبقات تک واحدی می باشد که در ضلع جنوب بلوار امام خمینی  می‌باشد.
- شهرک نصر غرب تهران : ضلع غرب بلوار شهید مصطفی خمینی
- شهرک شهید بهشتی (گلسار سابق): ضلع غرب بلوار شهید مصطفی خمینی

### بافت صنعتی (شرکت ها و صنایع)
- شرکت فرهنگی ورزشی سایپا
- کارخانه ارج

- شرکت ایران تایر
- شرکت شیشه سازی مینا
- گروه صنعتی آمیکو
- شرکت تحقیق طراحی و تولید ایران خودرو
- شرکت پرشیا خودرو
- شرکت داروسازی رامو فارمین (رامین)
- شرکت داروسازی جابربن حیان
- گروه بین‌المللی آباد راهان پارس
- شرکت چاپ و انتشارات وابسته به اوقاف و امور خیریه وزارت فرهنگ و ارشاد اسلامی
- نمایندگی فروش و تعمیرگاه فروش خودرو ایرانیان
- پارکینگ شهرک آزادی که در خیابان بشارتی واقع شده یکی از محل‌های توقف ماشین از سوی پلیس راهنمایی و رانندگی می‌باشد.

تمامی این شرکت‌ها و صنایع در قسمت جنوبی شهرک و پایین بلوار ولیعصر عج واقع شده است.

## حمل و نقل و سوخت

### حمل ونقل

#### وسایل حمل و نقل
- اتوبوس

ترمینال اتوبوسرانی به مقصد میدان آزادی
- مترو
  - ایستگاه متروی ورزشگاه آزادی (خط ۵ متروی تهران) که به مقاصد ایستگاه متروی صادقیه و ایستگاه متروی شهر کرج گلشهر در حال تردد می‌باشد.
  - در ضمن تا ایستگاه متروی شهرک اکباتان فاصله ای برابر با ۵٫۷ کیلوتر دارد که دسترسی آن از میدان محمد رسول الله به مدت ۷ دقیقه با ماشین سواری می باشد
- تاکسی سرویس (آژانس)

در شهرک چندین آژانس وجود دارد.
- تاکسی

متأسفانه نبودن تاکسی یکی از ضعف‌های بزرگ این شهرک است که کمبود آن احساس می‌شود.

#### دسترسی
- دسترسی آسان و سریع به بزرگراه تهران کرج ،بزرگراه آزادگان ،بزرگراه لشگری (جاده مخصوص کرج) ،بزرگراه شهید باکری و بزرگراه ستاری را دارد.

#### میادین
- میدان محمد رسول ا...
- میدان امام رضا ع
- میدان امام حسن ع

### سوخت

#### پمپ بنزین
- جایگاه شماره ۲۴۳ آزادی شرکت پتران (مسیر دسترسی  زیرگذر ایستگاه متروی ورزشگاه آزادی جنب شرکت تاکسیرانی تک تاکسی (تک تهران سیر)
- جایگاه شماره ۲۰۹ شمال شهرک آزادی می باشد. (مسیر دسترسی از بلوار چوگان اتوبان تهران کرج به سمت تهران)
- جایگاه شماره ۲۶۶ شهرک عقاب شرکت پتران (مسیر دسترسی بلوار چوگان یا بلوار غربی ورزشگاه آزادی جنب پارک جنگلی خرگوش دره)
- جایگاه شماره ۲۲۱ (مسیر دسترسی بعد از سه راه ارج نرسیده به آزادگان)

#### پمپ گاز
- جایگاه CNG سوخت گاز طبیعی استادیوم آزادی (مسیر دسترسی  زیرگذر ایستگاه متروی ورزشگاه آزادی جنب شرکت تاکسیرانی تک تاکسی (تک تهران سیر)

## مراکز مذهبی
- مسجد النبی ص شهرک آزادی که معماری بیرونی آن بسیار زیبا و چشمگیر است.

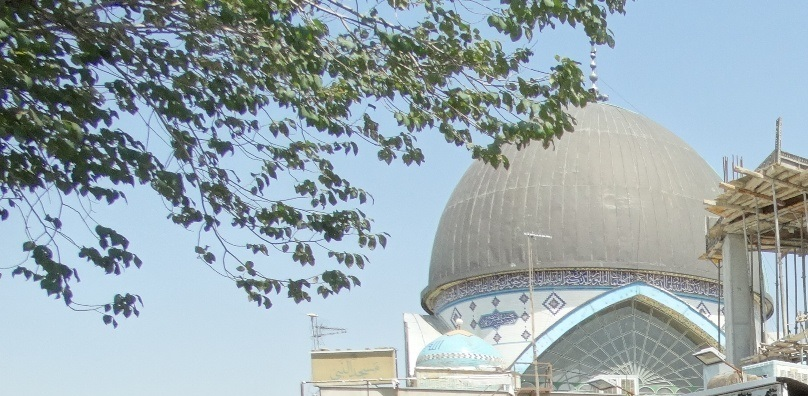
مسجد النبی ص شهرک آزادی تهران

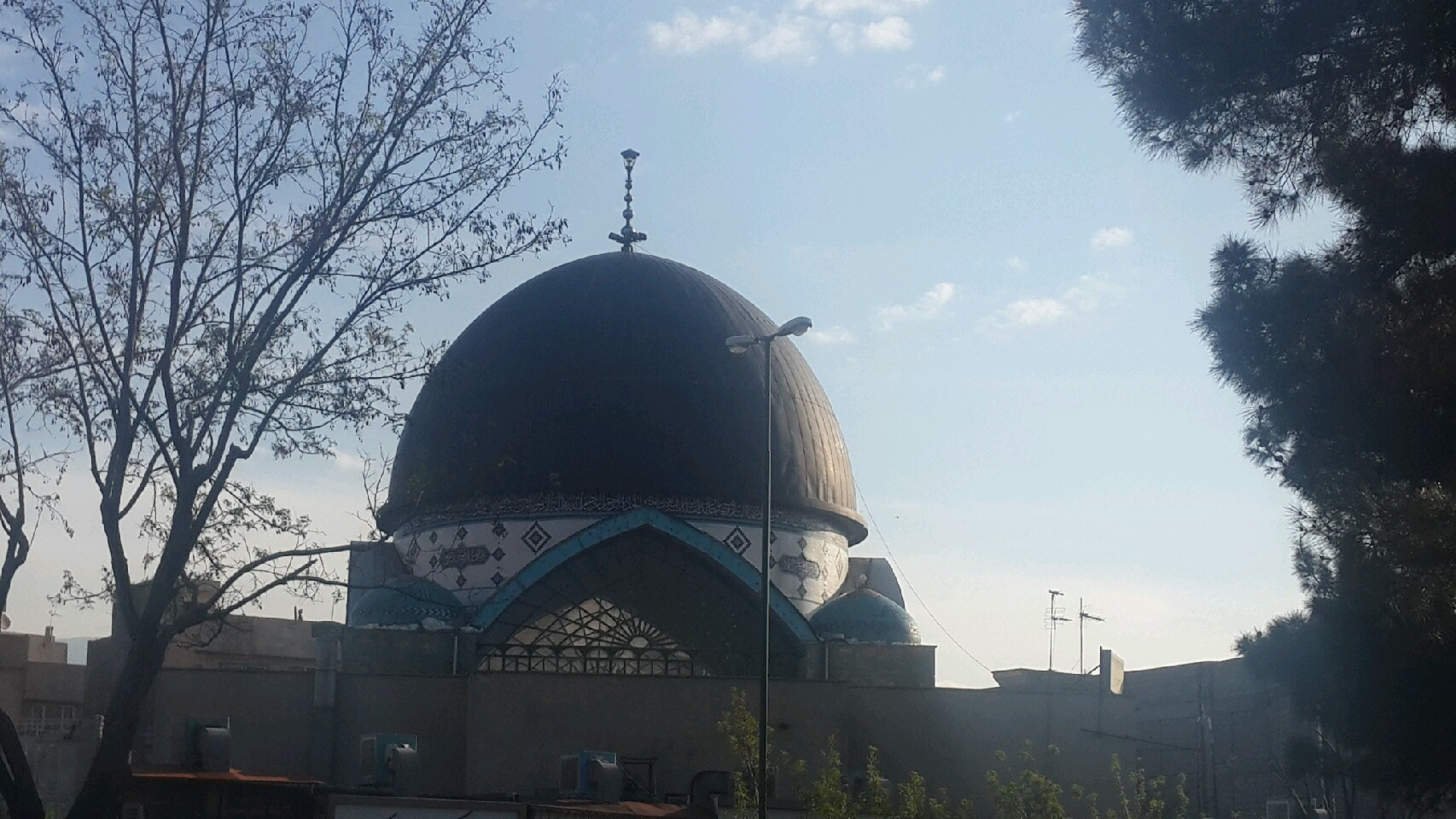
مسجد شهرک آزادی

- دارالقرآن کریم جعفر صادق ع

## مراکز بهداشتی و درمانی
- مرکز بهداشت غرب تهران زیر نظر دانشگاه علوم پزشکی ایران (میدان محمد رسول ا...،خیابان نبی اکرم،نبش خیابان امام جعفر صادق)
- مرکز سلامت جامعه شهرک آزادی (پایگاه سلامت پرواز) زیر نظر مرکز بهداشت غرب تهران (بلوار امام خمینی)
- مرکز تخصصی طب کار ایرانیان (میدان محمد رسول ا...،خیابان فاطمیه)
- داروخانه دکتر شفارودی (بلوار امام خمینی، نبش خیابان نوذری، مرکز خرید فرهاد)
- داروخانه دکتر کیائی (میدان محمد رسول ا...،خیابان نبی اکرم)
- داروخانه دکتر صمدیان (واقع در شهرک فرهنگیان جنب مسجد امیرالمومنین)

## مراکز آموزشی
- مرکز علمی کاربردی صنعت هوانوردی تهران به‌دلیل نزدیکی با فرودگاه مهرآباد در این شهرک وجود دارد.
- مؤسسه آموزشی زبانکده ملی ایران
- دبستان دخترانه اسدالله حقی
- دبستان آزادی
- دبیرستان دخترانه شاهد راه زینب
- دبیرستان دخترانه محمد علی بشارتی
- دبیرستان پسرانه نمونه دولتی فرجی
- دبیرستان پسرانه شهید باهنر

مدارس شهرک زیر نظر آموزش و پرورش منطقه ۹ تهران می‌باشد.

## مراکز فرهنگی
- سرای محله مشترک فرهنگیان-آزادی

- خانه فرهنگ نور دانش

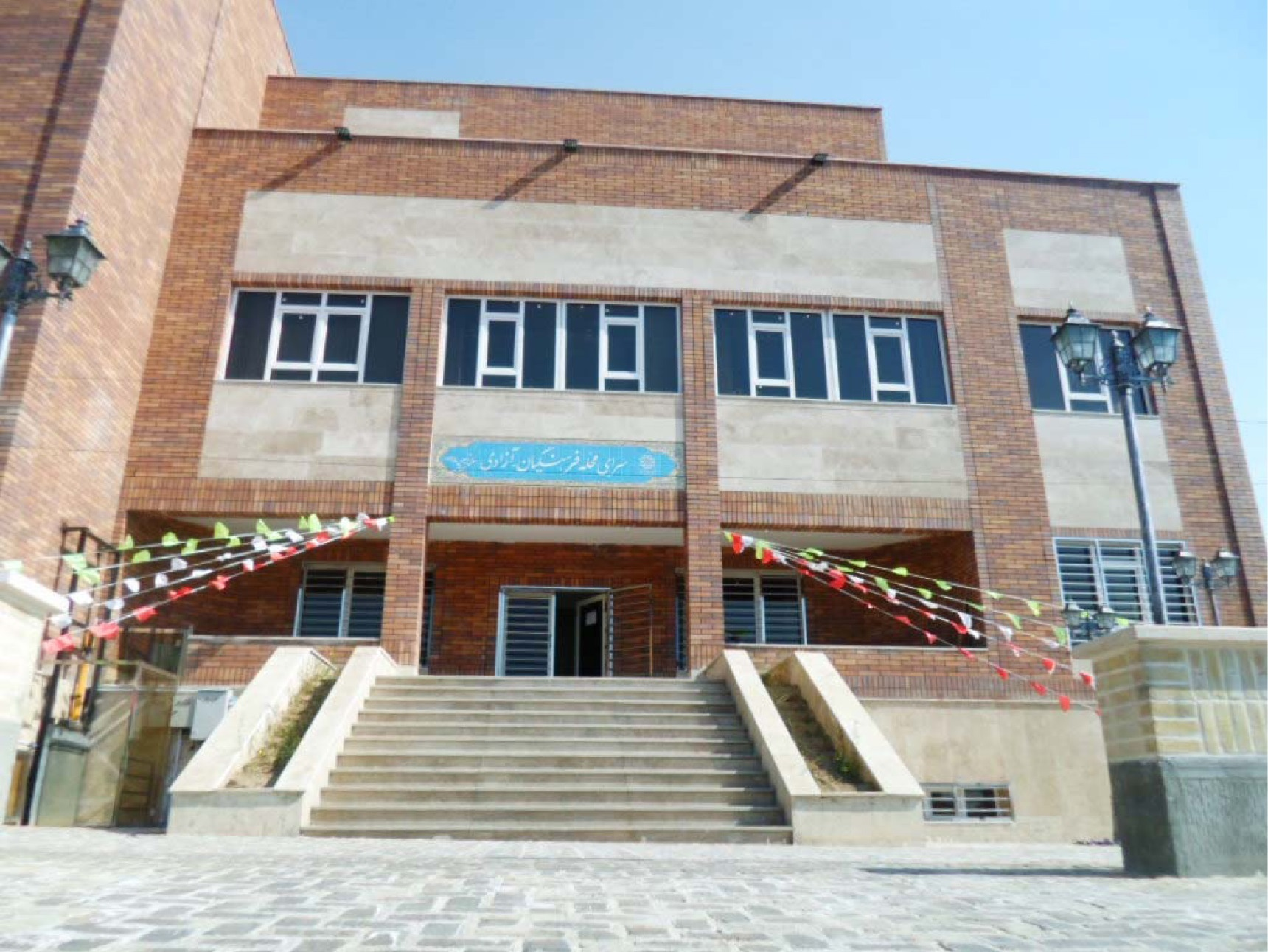
سرای محله مشترک فرهنگیان و آزادی

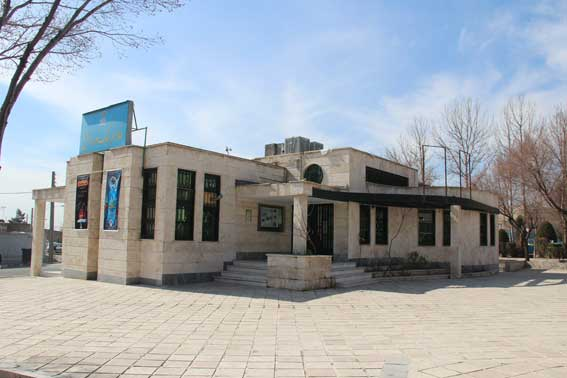
خانه فرهنگ نور دانش در پارک مریم

در ضمن سینماهای نزدیک به آن مگا مال اکباتان و سینمای دهکده المپیک می باشد

## مراکز ورزشی
- خانه تکواندو ایران
- باشگاه فرهنگی ورزشی سایپا
- باشگاه بدنسازی
- در بلوار امام خمینی شهرک مسیری جهت پیاده‌روی و دوچرخه سواری وجود دارد

## مراکز تفریحی
- بوستان مریم
- بوستان مهتاب

## مراکز خرید
- فروشگاه زنجیره ای افق کوروش
- فروشگاه زنجیره ای وین مارکت
- فروشگاه زنجیره ای جانبو
- فروشگاه زنجیره ای حیات مارکت
- فروشگاه شهر فرش شعبه مرکزی
- فروشگاه شهر لوازم خانگی
- فروشگاه لوازم خانگی گلدن ۸
- مرکز خرید فرهاد
- مجتمع تجاری نگین
- بازار روز وابسته به میادین میوه و تره‌بار شهرداری
- یکشنبه بازار در شهرک آزادی در خیابان بشارتی دایر می‌باشد

در ضمن با فروشگاههای بزرگی هم چون هایپر استار باکری فاصله ای ۹ کیلومتر به مدت ۸ دقیقه با ماشین سواری و هایپر می اکباتان فاصله ای برابر با ۵٫۵ کیلومتر به مدت ۷ دقیقه با ماشین سواری دارد.

## مراکز مدیریت بحران
مکان های ذیل از سوی ستاد مدیریت بحران شهرداری تهران انتخاب گردیده است.

### مراکز تخلیه امن اضطراری
- بوستان مریم
- بوستان مهتاب
- مجموعه ورزشی سایپا

### در صورت کمبود فضا در مکان های امن اضطراری
- حیاط مدرسه راه حضرت زینب(س)
- حیاط مدرسه شهید فرجی
- محوطه مجموعه ورزشی آزادی

## بانک‌ها و باجه و خودپردازها
هیچ بانکی داخل خود محله شعبه ندارد ولی بانکهای محیطی شهرک عبارتند از:
- بانک ملی ایران شعبه ارج
- بانک تجارت شعبه ارشاد
- بانک سپه شعبه صنیع خانی
- باجه بانک صادرات مستقر در شهر فرش
- خودپرداز بانک اقتصاد نوین جنب مرکز بهداشت غرب تهران
- خودپرداز بانک ملت جنب گروه بین‌المللی آباد راهان پارس
- خودپرداز بانک کشاورزی جنب شرکت شیشه سازی مینا
- خودپرداز بانک سامان داخل پاساژ نگین
- خود پرداز داخل شهر فرش

## مراکز رفاهی
- مهمانسرای شاهین

## مراکز نظامی و انتظامی
- پایگاه بسیج نبی اکرم ص ویژه برادران
- پایگاه بسیج حضرت فاطمه الزهرا(س)  ویژه خواهران